# كاتينا باكسينو
كاتينا باكسينو (باليونانية: Κατίνα Κωνσταντοπούλου )‏ ( 1900 – 1973 م) هي ممثلة ومسرحية يونانية، ولدت في بيرايوس عام 17 ديسمبر 1900، توفيت في أثينا، عن عمر يناهز 73 عاماً، بسبب سرطان. تعد أول يونانية تفوز بجائزة الأوسكار

## جوائز وترشيحات
حصلت على جوائز منها:
- جائزة الأوسكار لأفضل ممثلة مساعدة، عن عمل: لمن تقرع له الأجراس
- جائزة الأوسكار.

ترشحت لـ:
- جائزة الأوسكار لأفضل ممثلة مساعدة، عن عمل: لمن تقرع له الأجراس (1943).

## وصلات خارجية
- كاتينا باكسينو على موقع IMDb (الإنجليزية)
- كاتينا باكسينو على موقع الموسوعة البريطانية (الإنجليزية)
- كاتينا باكسينو على موقع ألو سيني (الفرنسية)
- كاتينا باكسينو على موقع تيرنر كلاسيك موفيز (الإنجليزية)
- كاتينا باكسينو على موقع أول موفي (الإنجليزية)
- كاتينا باكسينو على موقع قاعدة بيانات برودواي على الإنترنت (الإنجليزية)
- كاتينا باكسينو على موقع قاعدة بيانات برودواي على الإنترنت (الإنجليزية)
- كاتينا باكسينو على موقع قاعدة بيانات الأفلام السويدية (السويدية)
- كاتينا باكسينو على موقع إن إن دي بي (الإنجليزية)
- كاتينا باكسينو على موقع ديسكوغز (الإنجليزية)